# Romper Stomper
Pour plus de détails, voir Fiche technique et Distribution.
Romper Stomper est un film australien réalisé par Geoffrey Wright, sorti en 1992.
Le film met en scène Hando et Davey qui appartiennent à un gang de skinheads néo-nazis qui multiplient les actes de violence gratuite ou en réaction au développement de la communauté vietnamienne dans leur ville de Footscray, dans la banlieue de Melbourne. La situation demeure inchangée jusqu'au jour où leurs ennemis s'organisent à leur tour et décident de les combattre directement. Gabe, une jeune femme épileptique, rejoint le groupe et les aide à échapper à la justice. Lorsqu'ils voient un jour des Vietnamiens s'introduire dans le pub qu'ils fréquentent, Hando et sa bande les rossent sans ménagement, avant de voir la situation se retourner contre eux. Leur repaire est saccagé et brûlé, et ils doivent se replier dans une nouvelle zone. Mais des dissensions surgissent dans le groupe : Davey, qui est tombé sous le charme de Gabe, exclue du groupe par Hando, décide de quitter le groupe et de vivre avec la jeune femme.

## Synopsis
Un groupe de jeunes skinheads d'extrême-droite agresse sans raison un trio de Vietnamiens dans un tunnel. Le groupe est mené par Hando, un psychopathe raciste et xénophobe, et son ami Davey qui le seconde.
Hando et Davey rencontrent Gabrielle, une junkie, dans un bar.
Le groupe vandalise un centre commercial et attaque le bar tenu par les Vietnamiens, l'un d'eux part chercher de l'aide.
Les Vietnamiens débarquent en force dans le repaire des skinheads, qui doivent alors s'échapper, et saccagent puis incendient le bâtiment.
Les skinheads trouvent un nouveau repaire dans un entrepôt voisin, puis tuent les squatteurs qui sont homosexuels et organisent un nouveau plan contre les Vietnamiens.
Le groupe débarque dans le manoir de Martin, le père de Gabe, et l'agressent au motif que celui-ci abuserait de sa fille, puis ils vandalisent et pillent la demeure. Bubs, le plus jeune des skinheads, vole un revolver.
Gabe finit par critiquer les exactions de la bande. Hando lui inflige alors une violente correction et la chasse du groupe. Elle se rend alors chez sa grand mère et signale le local de la bande aux forces de l'ordre.
La police débarque dans la planque. Bubs trouve la mort pendant l'opération de la police, qui coffre les skinheads, excepté Hando qui réussit à échapper aux flics.
Hando retrouve Davey et Gabe et accuse celle-ci d'avoir signalé la bande à la police et d'être responsable de la situation.
Ils prennent ensuite la route avec leur véhicule pour échapper aux flics.
Dans la nuit, ils cambriolent une station service en tuant une personne, et reprennent la route avant de s'arrêter sur une plage.
À l'aube, Gabe se sent trahie et incendie le véhicule. Hando prend Gabe en chasse, mais Davey intervient. Un autocar de touristes japonais passe alors, ses passagers photographient et filment la scène, tandis que le guide touristique et le chauffeur du car éteignent l'incendie.
Hando essaie de tuer Gabe, mais Davey lui porte secours et met Hando hors d'état de nuire.
Les touristes japonais, témoins de la scène, aperçoivent le corps de Hando et regardent Davey qui réconforte Gabe.

## Fiche technique
- Titre : Romper Stomper
- Réalisation et scénario : Geoffrey Wright
- Musique : John Clifford White (en)
- Producteurs : Ian Pringle (en) et Daniel Scharf
- Distribution : Village Roadshow et Australian Film Commission (en)
- Tournage : du 12 août au 20 septembre 1991 à Melbourne, Footscray et Newport (en) (État du Victoria)
- Pays :  Australie
- Genre : Drame, Thriller
- Durée : 94 minutes
- Date de sortie en salles
  -  Australie : 12 novembre 1992
  -  Canada : 16 septembre 1992 (Festival International du Film de Toronto)
  -  Royaume-Uni : février 1993
  -  États-Unis : 9 juin 1993
  -  France : sortie DVD sous le titre Fanatic
- Film interdit aux moins de 12 ans

## Distribution
- Russell Crowe (VF : Julien Kramer) : Hando
- Jacqueline McKenzie : Gabe
- Daniel Pollock (VF : Philippe Dumond): Davey
- Alex Scott (en) : Martin
- Leigh Russell : Sonny Jim
- Daniel Wyllie (en) : Cackles
- James McKenna : Bubs
- Eric Mueck : Champ
- Frank McGree : Brett

## Autour du film
- Le scénario du film est en partie inspiré de la vie de Dane Sweetman, le chef d'un gang de skinheads néo-nazis de Melbourne. Geoffrey Wright a en effet écrit le scénario à partir de la correspondance qu'il a échangée avec Sweetman, alors que ce dernier purgeait une peine de prison pour meurtre[1].
- Daniel Pollock, un des acteurs du film (qui était héroïnomane), s'est suicidé peu de temps avant la sortie du film, en se jetant sous un train à la gare de Newtown (Sydney).
- Le film fut nommé aux Australian Film Institute dans neuf catégories. Russell Crowe remporta le prix du meilleur rôle principal.
- Le personnage de Hando a inspiré un personnage secondaire dans South Park qui porte le nom de Romper Stomper. Ce dernier est le camarade de cellule d'Eric Cartman lors de l'épisode L'Inqualifiable Crime de haine de Cartman.